# Trichodillidium malickyi
Trichodillidium malickyi is een pissebed uit de familie Armadillidiidae. De wetenschappelijke naam van de soort is voor het eerst geldig gepubliceerd in 1989 door Helmut Schmalfuss.